# Jouni Pellinen
Jouni Pellinen, (né le 11 mai 1983), est un skieur acrobatique finlandais spécialiste du skicross. Il a opté pour cette discipline, après avoir participé durant plusieurs années à des compétitions internationales de ski alpin dont les mondiaux 2007. 

## Carrière en ski acrobatique
Il a remporté sa première médaille internationale aux Mondiaux 2011 en terminant deuxième de la finale derrière le canadien Christopher Delbosco. 

## Palmarès

### Championnats du monde
| Édition/Discipline             | skicross |
| Mondiaux 2009 à Inawashiro     | 16e      |
| Mondiaux 2011 à Deer Valley    | Argent   |
| Mondiaux 2013 à Voss-Myrkdalen | 4e       |

### Coupe du monde
- Meilleur classement général : 9e en 2011.
- Meilleur classement en skicross : 3e en 2011.
- 4 podiums dont 2 victoires
- Détail des victoires : le 6 mars 2011 à Hasliberg et le 3 mars 2012 à Branäs.

#### Différents classements en coupe du monde
| Année/Classement | Année/Classement | Général | Général | Skicross | Skicross |
| ---------------- | ---------------- | ------- | ------- | -------- | -------- |
| Année/Classement | Année/Classement | Class.  | Points  | Class.   | Points   |
| 2009             | 2009             | 77e     | 12      | 21e      | 104      |
| 2010             | 2010             | 77e     | 9       | 26e      | 101      |
| 2011             | 2011             | 9e      | 42      | 3e       | 462      |
| 2012             | 2012             | 43e     | 21      | 13e      | 209      |
| 2013             | 2013             | 45e     | 23      | 230e     | 8        |